# Stilbe (mitologia)
Stilbe (gr. Στίλβη, łac. Stilbe) – w mitologii greckiej najada, nimfa wód lądowch, córka tesalskiego boga rzeki Penejosa i najady Kreuzy.   
Według jednej z wersji dotyczącej powstania centaurów i rodu Lapitów, Stilbe połączyła się z Apollem i urodziła bliźniaków Kentaurosa i Lapitesa. Przypisuje jej się też jeszcze jednego syna Ajneusa, ojca króla Dolionijczyków Kyzikosa.

## W kulturze
- Diodor Sycylijski, Biblioteka Historyczna IV[4]
- Diodor Sycylijski, Biblioteka Historyczna V[5]
- Pindar, Oda pytyjska 9[6]